# Meister HL
Mit Meister H. L. (auch Meister HL oder Meister des Breisacher Hochaltars) wird ein zu Beginn des 16. Jahrhunderts schwerpunktmäßig am Oberrhein tätiger Holzschnitzer und Grafiker bezeichnet. Nachgewiesen sind Werke von H.L. von 1511 bis 1533.

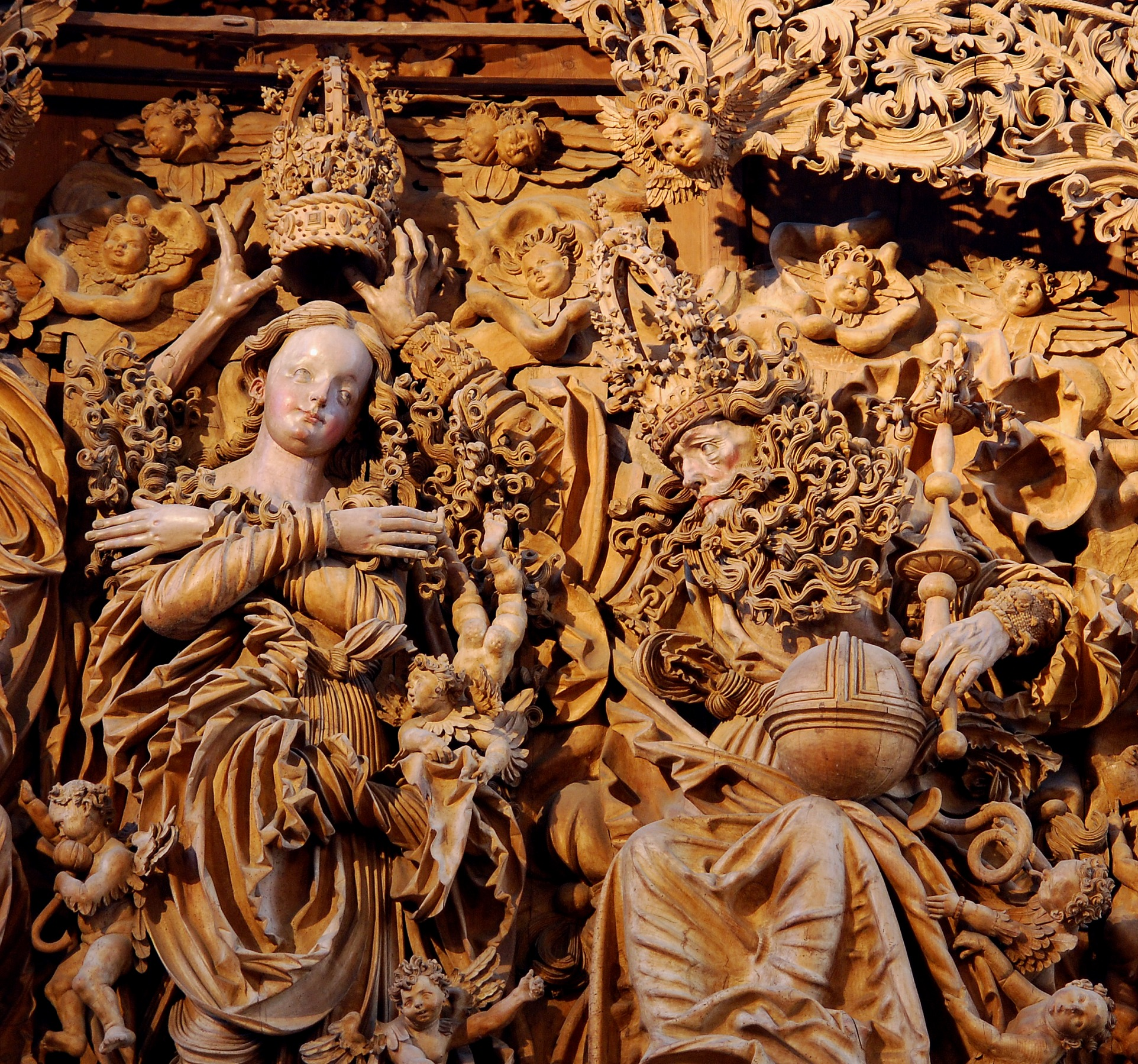
Detail des Hochaltars im Breisacher Münster: Mariens Krönung und Gottvater

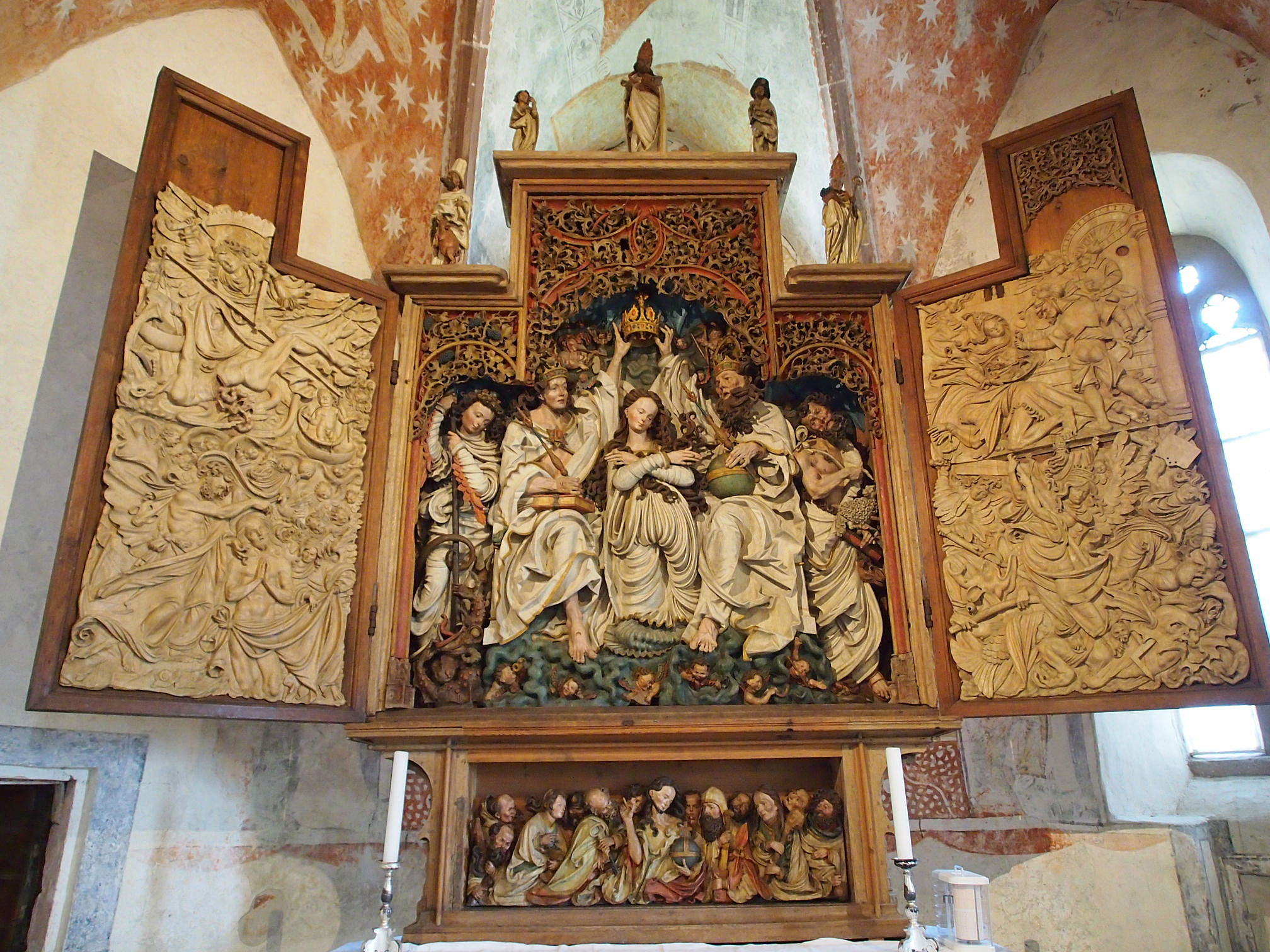
Altar der Kirche St. Michael in Niederrotweil

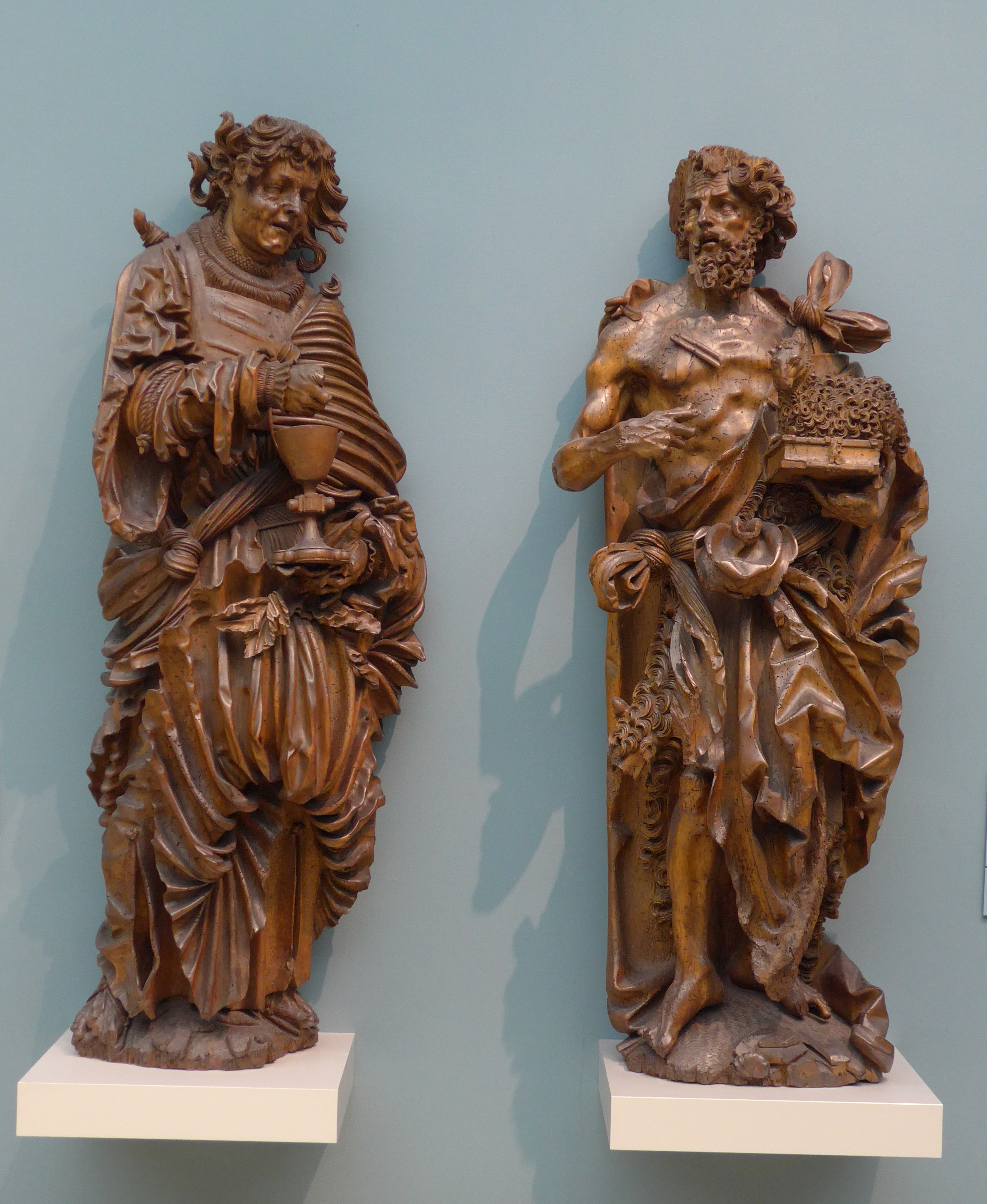
Die Hll. Johannes der Evangelist und der Täufer. Um 1520–1525, Nürnberg, Germanisches Nationalmuseum

Der vollständige Name des Meisters ist unbekannt, der Notname bezieht sich auf seine Initialen HL. Mit diesen ist sein Hauptwerk signiert, der Hochaltar von 1526 im Stephansmünster in Breisach am Rhein. Darüber hinaus sind sieben Holzschnitte und 24 Kupferstiche mit seinen Initialen bekannt. Der Stil des Meisters H. L. zeigt eine „überschwängliche“, fast barocke Formensprache der Spätgotik und weist auf den Übergang der Gotik zur Renaissance.
Eventuell könnte es sich bei Meister H. L. um Hans Loy aus Freiburg handeln. Diese Vermutung findet sich schon im Buch Die deutsche Kunst der Dürerzeit (1940) von Wilhelm Pinder. Nach Pinder soll es ein Vorschlag des Kunsthistorikers Heinrich Alfred Schmid sein, ein Vorschlag der von Herbert Schindler erneut geäußert wurde. Die Lebens- und Schaffensstationen von Meister HL lassen sich nicht widerspruchsfrei rekonstruieren. Gesichert sind die Stationen Breisach, Niederrotweil, Freiburg im Breisgau, Donaueschingen, St. Blasien, Ulm und Regensburg. Das entspricht der Ost-West-Linie zwischen Colmar und Wien, wo der Meister H. L. Werke gesehen haben muss, da Stilverwandtschaften festzustellen sind. Auch Mauer bei Melk könnte zu seinen Stationen gehört haben, da sich in der dortigen Wallfahrtskirche Mauer ein ähnlich detaillierter Schnitzaltar befindet.

## Werke (Auswahl)
- Riss für den Hochaltar im Kloster St. Blasien, um 1510 (Ulm, Stadtarchiv, Plansammlung, Inv. Nr. 20)
- Hochaltar, um 1516/19 (Niederrotweil, St. Michael)
- Adam und Eva-Gruppe, um 1520/30 (Freiburg, Augustinermuseum, Inv. Nr. S 54/004)
- Die Hll. Johannes der Evangelist und der Täufer, um 1520–1525 (Nürnberg, Germanisches Nationalmuseum, Inv. Nr. Pl.O.2205+2206)
- Hochaltar des Meisters HL, 1526 (Breisach, Stephansmünster)

## Nachfolge
- Annenaltar im Freiburger Münster (unter Einfluss von H. L.)